# بیوه‌ها (فیلم ۲۰۱۸)
بیوه‌ها (انگلیسی: Widows) یک فیلم هیجانی با موضوع سرقت به کارگردانی استیو مک‌کوئین است که بر اساس فیلم‌نامه مک‌کوئین و گیلین فلین ساخته شده و فاکس قرن بیستم در ۶ نوامبر ۲۰۱۸ آن را در بریتانیا و ۱۶ نوامبر ۲۰۱۸ در ایالات متحده آمریکا به نمایش درآورد.

## داستان
چهار زن که همسران خود را از دست داده‌اند ناچار به بازپرداخت بدهی سنگینی هستند که از فعالیت‌های غیرقانونی شوهران‌شان به جا مانده. آنها تصمیم می‌گیرند که دست به کاری خطرناک زده و برای یک سرقت بزرگ برنامه‌ریزی می‌کنند و...

## بازیگران
- وایولا دیویس در نقش وِرُنیکا
- میشل رودریگز در نقش لیندا
- الیزابت دبیکی در نقش الیس
- کری کون در نقش اَمَندا
- لیام نیسون در نقش هَری
- اندره هلند
- دنیل کالویا